# Кингстонская школа искусств
Кингстонская школа искусств (англ. Kingston School of Art) — высшее художественное учебное заведение в городе Кингстон-на-Темзе, входит в состав Кингстонского университета в Лондоне.

## История
Кингстонская школа искусств основана в 1899 году как Кингстонская школа науки и искусства. В 1930 году была реорганизована в отдельную школу, с 1939 года художественная школа начала работу на базе собственного кампуса. В 1945 году школа стала Кингстонским колледжем искусств, а в 1970 году, после объединения с Технологическим колледжем, была преобразована в Кингстонский политехнический институт. До 2017 года школа функционировала как Факультет искусства, дизайна и архитектуры Кингстонского университета. В 2017 году в результате реструктуризации в 2017 году это название снова было возвращено.
Кингстонская школа искусств — старейшая часть Кингстонского университета, который был основан в 1992 году. Школа искусств играет важную роль в культурном и социальном развитии города.

## Деятельность
Кингстонская школа искусств проводит обучение по программам бакалавриата и магистратуры. В школе преподаются различные предметы, связанные с искусством, архитектурой, модой и изобразительным искусством. С 2018—2019 учебного года в школе преподают гуманитарные и социальные науки, которые ранее преподавались в других школах Кингстонского университета. В 2017—2018 учебном году в ней обучался 2801 студент, 2161 из которых были английскими или европейскими студентами. В рейтинге Guardian University Guide за 2019 год школа заняла 6-е место из 49 по моде, 9-е из 67 по искусству и 22-е из 49 по архитектуре в Соединенном Королевстве.